# Zoran Đinđić
Zoran Đinđić (ofte blot Zoran Djindjić; serbisk-kyrilisk Зоран Ђинђић) (1. august 1952 i Šamac, Jugoslavien − 12. marts 2003 i Beograd, Serbien og Montenegro) var en serbisk politiker, der bl.a. var premierminister, borgmester i Beograd og leder af det demokratiske parti Demokratska Stranka.
Đinđić læste filosofi ved Beograds Universitet og fortsatte senere sine studier ved Johann Wolfgang Goethe-Universität i Frankfurt am Main, Tyskland. Her blev han bl.a. undervist af Jürgen Habermas. Đinđić flygtede til Tyskland efter at have blevet angrebet af det kommunistiske regime og dets medier for at forsøge at organisere en uafhængig politisk bevægelse blandt Jugoslaviens studerende. Han opnåede en ph.d.-grad i filosofi fra Universität Konstanz i 1979.
Han vendte tilbage til Jugoslavien i 1989 og dannede Demokratska Stranka. Han blev valgt til parlamentet i 1990 og blev borgmester i Beograd i 1996. Under NATO's bombninger af Serbien var han i eksil i Montenegro, idet han var blevet truet på livet af Slobodan Milošević. 25. januar 2001 blev han premierminister i Serbien.´
Đinđić anså sig selv for at være en reformvenlig socialist. Han havde gode kontakter med den vestlige verden, og blev af flere opfattet som liberal. Under hans regeringstid plejede han forbindelser med Gerhard Schröder, Tony Blair, Bill Clinton og George W. Bush. Han vandt megen respekt, da han sende Milošević til Krigsforbrydertribunalet i Haag, men kritiserede rettergangen for at blive styret for meget af den tidligere diktator.
Den 12. marts 2003 ved middagstid blev Đinđić skudt i brystet, da han var på vej op af trappen til den serbiske regeringsbygning. Han døde af sine kvæstelser på sygehuset senere samme dag. Gerningsmanden Zvezdan Jovanović (født 1965) var politimand fra Kosovo og medlem af en særlig enhed i politiet. Mordet antages at være bestillingsarbejde fra den serbiske mafia. Kort efter attentatet var det meningen, at Đinđić skulle have mødtes med Sveriges daværende udenrigsminister Anna Lindh, som befandt sig i nærheden. Landet blev efterfølgende erklæret i undtagelsestilstand.
Đinđić blev efterfulgt af Zoran Živković som partiformand, men posten blev efter valget overtaget af Boris Tadić. For mange serbere var hans død en politisk og moralsk tragedie, idet man opfattede ham som garant for en fredelig sameksistens med nabolandene, integration med resten af Europa og håb om økonomisk fremskridt.